# El-Lischt
El-Lischt (arabisch اللشت, DMG al-Lišt) ist ein Dorf in Ägypten, etwa 60 Kilometer südlich von Kairo auf der Westseite des Nils am Rand zur Libyschen Wüste. El-Lischt liegt im Markaz al-ʿAyāt des Gouvernement al-Dschiza, beim Zensus 2006 wurden 7163 Einwohner gezählt.
Direkt westlich an das Dorf el-Lischt angrenzend liegt eine altägyptische Nekropole. Sie besteht aus den königlichen Pyramidenbezirken der beiden Herrscher Amenemhet I. und Sesostris I. aus der 12. Dynastie sowie mehreren Mastaba-Gräbern hoher Beamter und hunderten einfachen Schachtgräbern.

## Topografie
Die Nekropole von Lischt wurde auf zwei Kalkstein-Plateaus errichtet, die durch ein etwa 500 m breites Wadi voneinander getrennt werden. Zudem gibt es zahlreiche kleinere Wadis, die vom südlichen Plateau nach Nordosten in Richtung des modernen Dorfs Lischt führen. Das südliche Plateau weist am südlichen Ende Steilhänge auf, die im Mittleren Reich als Steinbrüche genutzt wurden.

## Geschichte
Die ältesten Monumente in Lischt sind eine Reihe von Felsgräbern an den südlichen Abhängen des nördlichen Plateaus. Sie wurden von den Ausgräbern der Pyramidenbezirke ursprünglich für Bauten des Mittleren Reichs gehalten. Bei genaueren Untersuchungen traten jedoch Fundstücke aus dem Alten Reich zutage.
Der erste König (Pharao) der 12. Dynastie, Amenemhet I., errichtete aus politischen Gründen eine neue Hauptstadt, „Itji-taui“ genannt. Von hier aus war das Nildelta besser zu kontrollieren, und vielleicht hat bereits er geplant, das Sumpfgebiet des Fajum zu kultivieren. Itji-taui ist bis heute noch nicht genau lokalisiert worden und wird noch immer gesucht. Durch die Existenz zweier Pyramiden ist jedoch die dazugehörige Nekropole im heutigen el-Lischt bekannt und Itji-taui dürfte sich nicht weit davon entfernt befunden haben.
Die beiden Herrscher Amenemhet I. und Sesostris I., ließen ihre königlichen Gräber in el-Lischt errichten. Hier befinden sich auch die Grabanlagen der hohen unter diesen Herrschern amtierenden Beamten. Das Grab des Schatzmeisters Mentuhotep hatte sogar einen eigenen Aufweg. In der Grabkammer fand sich sein gut erhaltener reich verzierter Sarkophag.
El-Lischt blieb bis in die 13. Dynastie hinein eine wichtige Nekropole, nach der Regierungszeit von Sesostris I. wurden allerdings hauptsächlich einfache Schachtgräber angelegt. In der Zweiten Zwischenzeit wurden Teile des Bezirks der Amenemhet-I.-Pyramide zu einer Siedlung umfunktioniert. Später versank die Nekropole weitgehend in der Bedeutungslosigkeit. Erst in der Römerzeit wurden wieder einige Gräber und landwirtschaftliche Gebäude errichtet. Im Bereich direkt östlich des Totentempels der Amenemhet-I.-Pyramide erstreckt sich zudem ein ausgedehnter bis heute genutzter islamischer Friedhof.

## Forschungsgeschichte
Eine erste Dokumentation der Nekropole von Lischt führte 1839 John Shae Perring durch. Die Publikation erfolgte 1842 durch ihn selbst und durch Richard William Howard Vyse. Carl Richard Lepsius besuchte el-Lischt während seiner Ägypten-Expedition 1842–1846 und dokumentierte zwischen März und Mai 1843 die dortigen Ruinen. Die beiden königlichen Pyramiden nahm er unter den Nummern LX und LXI in seine Pyramiden-Liste auf.
Gaston Maspero stieß 1882 als Erster ins Innere der beiden Pyramiden vor. Erste systematische Ausgrabungen fanden 1894/95 unter Joseph-Étiennte Gautier und Gustave Jéquier statt. Zwischen 1906 und 1934 grub hier in 14 Kampagnen ein Forschungsteam des Metropolitan Museum of Art unter der Leitung von Albert M. Lythgoe (1906–1914), Ambrose Lansing (1916–1918 und 1923–1934) und Arthur C. Mace (1920–1922), wobei damals außer Vorberichten keine Publikationen erschienen. Nachgrabungen gab es dann zwischen 1984 und 1991 unter Dieter Arnold. Bereits 1988 legte er die erste vollständige Grabungspublikation der Sesostris-I.-Pyramide vor. 1992 folgte unter Mitarbeit seiner Ehefrau Dorothea Arnold und seines Sohnes Felix Arnold ein weiterer Band zum Pyramidenkomplex. Felix Arnold legte zudem 1990 einen Band zu den im Pyramidenkomplex gefundenen Arbeiter-Inschriften vor. 2008 folgte ein weiterer Band Dieter Arnolds zu den Mastaba-Gräbern in Lischt. Eine Gesamtpublikation zur Amenemhet-I.-Pyramide erfolgte 2016 in Form eines Bandes von Dieter Arnold zur Architektur des Pyramidenkomplexes und eines weiteren Bandes von Peter Jánosi zu den Reliefs.
Weitere Grabungen in Lischt führte 1991–1994 Ahmed Abdel-Hamid durch. Während der Revolution in Ägypten 2011 wurde die Nekropole Opfer massiver illegaler Grabungen. Zur Bestandsaufnahme der Schäden wertet Sarah Parcak von der University of Alabama seit 2011 Satellitenbilder aus. Im Mai 2015 erfolgte eine Dokumentation vor Ort, bei der Parcak mehrere bislang unbekannte Schachtgräber entdeckte, die von den Raubgräbern freigelegt worden waren. In Zusammenarbeit mit dem ägyptischen Antikenministerium erfolgten weitere, noch andauernde Untersuchungen, die von Parcak und Mohamed Youssef, dem Direktor der archäologischen Stätte von Dahschur, geleitet werden. Hierbei wurde im Februar 2016 südlich der Sesostris-I.-Pyramide die bislang unbekannte Grabanlage des hohen Beamten Intef der 12. Dynastie entdeckt. Intef trug die Titel eines Siegelbewahrers, eines Schatzhausvorstehers und des Vorstehers der Armee.

## Grabmonumente in el-Lischt

### Lischt-Nord

#### Felsgräber des Alten Reichs
Die Gräber des Alten Reichs befinden sich an den südlichen Hängen des nördlichen Plateaus und sind bislang nur unzureichend erforscht worden. Die einzige Untersuchung fand während der Grabungssaison 1931/32 des Metropolitan Museums statt, da die Gräber als provisorische Unterkünfte für Arbeiter hergerichtet wurden, die an den Ausgrabungen im Bezirk der Sesostris-I.-Pyramide beteiligt waren. Die Ergebnisse der Untersuchung wurden nur in einem Vorbericht vorgestellt, der keine Angaben zur genauen Zahl, Lage oder zu den Abmessungen der Gräber enthält. Die Gräber wurden zunächst für Bauten des Mittleren Reichs gehalten. Es stellte sich jedoch rasch heraus, dass ihre annähernd quadratischen Grabkammern zu klein für einen typischen Sarg des Mittleren Reichs waren. Eines der Gräber wies im Boden der Kammer vier Gruben auf. In einer von ihnen wurden eine runde Alabaster-Tafel, ein Kupfer-Becken und ein Krug aus Keramik entdeckt, die alle ins Alte Reich datieren. Weiterhin wurden in diesem Grab noch mehrere römerzeitliche Begräbnisse vorgefunden. Im Vorhof eines weiteren Grabes wurden eine gut erhaltene Opfertafel und eine durch Salz stark verwitterte Stele entdeckt. Einige weitere untersuchte Gräber enthielten keine Funde.

#### Die Amenemhet-I.-Pyramide

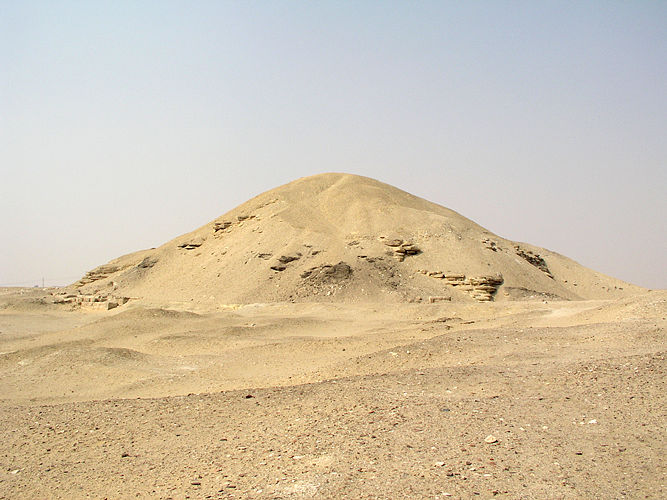
Die Amenemhet-I.-Pyramide

#### Mastabas des Mittleren Reichs im Umfeld der Amenemhet-I.-Pyramide
- Grab 384 des Rehuerdjersen (Schatzmeister)
- Mastaba 400 des Antefiqer (Wesir, Bürgermeister der Pyramidenstadt)
- Grab 470 des Senimeru (Siegelbewahrer)
- Grab 493 des Nacht (Obervermögensverwalter, Siegelbewahrer)
- Grab 758 des Sesostris (Wesir, Oberster Vorlesepriester, Vorsteher der Arbeiten)
- Grab 954 (Gemeinschaftsgrab)
- Grab 956 (Gemeinschaftsgrab?)
- Schacht LN 386 der Nebit, Hausvorsteher[21]
- Schacht 412 (Königssohn Hepu)
- Schacht 427 der Renseneb, Herrin des Hauses und des Sahtahor[22]
- Schacht LN 503 der Henutipu, Herrin des Hauses, des Sehetepib, des User und der Neni Satchui des[23]
- Schacht LN 706 des By[24]
- Schacht LN 503 des Meri[25]
- Schacht LN 513 des Memu[26]
- Schacht LN 600 B der Henutamaat[27]
- Schacht LN 609, des Sahathor[28]
- Schacht LN 625 des Sii, Schreiber der Truppen[29]
- Schacht LN 779 des Debeheni, Vorsteher der Faiencearbeiter[30]
- Schacht LN 799, der Sut, Herrin des Hauses[31]
- Schacht LN 854 des Ameni[32]
- Schacht LN 865 des Jauib Intef, Vorsteher von Unterägypten[33]
- Schacht LN 954 der Satsobek[34]
- Schacht LN 979 des Mentu...[35]

Gräber unbekannter Lage in Lischt-Nord
- Grab des Sobeknacht (Oberster Obervermögensverwalter)
- Grab des Inherethetep (Siegelbewahrer)
- Grab des Sehetepibreseneb (Wab-Priester)
- zwei anonyme Gräber

### Lischt-Süd

#### Die Sesostris-I.-Pyramide

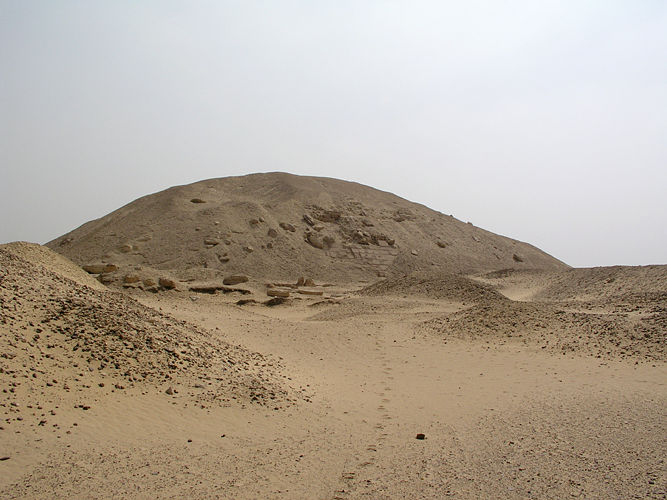
Die Sesostris-I.-Pyramide

Die Sesostris-I.-Pyramide besitzt eine Kultpyramide und neun Königinnenpyramiden.

#### Mastabas und Gräber des Mittleren Reichs im Umfeld der Sesostris-I.-Pyramide
- Mastaba des Senwosretanch (Hohepriester des Ptah)
- Mastaba des Sesostris (?) (Haushofmeister)
- Nord-Mastaba des Intef (?)
- „French Tomb“
- Mastaba des Imhotep (Feldervorsteher)
- Mastaba des Mentuhotep (Wesir und Schatzmeister)
- „South-Khor Tomb A“
- „South-Khor Tomb B“
- Grab A
- Grab B des Djehuti (Magazinverwalter)
- Grab C des Ip…
- Grab D
- (Grab E, Existenz hypothetisch, da nur eine Umfassungsmauer freigelegt wurde)
- Grab F
- Mastaba des Sehetepibreanch (Hohepriester des Ptah)
- Ostgrab
- Grab der Anchet, neben der Pyramide 5. Das Grab war unberaubt und enthielt einen Sarg mit Texten, eine Mumienmasek, einen Spiegel, eine Halskette, ein Modelgefäß und Keramik.[36]
- Schacht LS 5305, Bestattung der Henut, Kosmetekerin des königlichen Harems[37]
- Schacht LS 5115, Bestattungen des Beb, Hor, Ibsenhotep, Ameni, Iunefitef, Ip, Kayet, Chentekaiweser, Meket, Ptahwennenef, Satnachtsenu[38]
- Schacht LS 5395, Bestattung des Ameni[39]
- Schacht LS 5301, Bestattung des Cheti[40]
- Schacht des Nacht[41]
- Schacht des Sesenebnef[42]
- Schacht der Hapy. Das Grab war unberaubt und enthielt noch reichen Schmuck.[43]
- Felsgrab des Generals Ameni[44]